# Melanie Lynskey
Melanie Jayne Lynskey (n. 16 mai 1977, New Plymouth, Taranaki Region⁠(d), Noua Zeelandă) este o actriță neozeelandeză.

## Biografie
Lynskey a absolvit în 1994 Girls High School din New Plymouth, ea a fost fascinată încă de pe băncile școlii de actorie. La vârsta de 15 ani este descoperită ca talent de  Fran Walsh și Pețer Jackson, care o conving să joace în filmul Heavenly Creatures. Succesul obținut după premiera filmului o determină să întrerupă studiul început în Wellington și să se mute la  Los Angeles. Din anul 2001 a trăit cu actorul  Jimmi Simpson cu care se căsătorește în Los Angeles în anul  2007 și de care divorțează in anul 2014.

## Filmografie
- 1994 Heavenly Creatures
- 1996 The Frighteners
- 1998 Ever After: A Cinderella Story
- 1999 Measureless to Man
- 1999 Foreign Correspondents
- 1999 Detroit Rock City
- 1999 But I’m a Cheerleader
- 1999 The Cherry Orchard
- 2000 Coyote Ugly
- 2001 Snakeskin
- 2002 Shooters
- 2002 Groaza (Rose Red)
- 2002 Sweet Home Alabama
- 2002 Abandon
- 2003 Claustrophobia
- 2003 Shattered Glass
- 2003 The Shield, – TV
- 2003–2012 Two and a Half Men – serial TV
- 2004 The Nearly Unadventurous Life of Zoe Cadwaulder
- 2005 Say Uncle
- 2006 Park
- 2006 Flags of Our Fathers
- 2007 Itty Bitty Titty Committee
- 2008 Show of Hands
- 2008 TV – serial TV
- 2008 Psych – serial TV
- 2009 Away We Go
- 2009 Informatorul! (The Informant!), regia Steven Soderbergh
- 2009 Sus, în aer (Up in the Air), regia Jason Reitman
- 2009 Leaves of Grass
- 2010 Hello I must be going
- 2011 Win Win
- 2012 Dr. House – serial TV
- 2012 Eye of the Hurricane
- 2012 Seeking a Friend for the End of the World
- 2012  The Perks of Being a Wallflower
- 2021 Nu priviți în sus (Don't Look Up), regia Adam McKay